# Teori
 Der er for få eller ingen kildehenvisninger i denne artikel, hvilket er et problem. Du kan hjælpe ved at angive troværdige kilder til de påstande, som fremføres i artiklen.

En teori er en forklaring på et fænomen eller et område af virkeligheden. En teori skal opfylde kravene til videnskabelige principper.

Nogle teorier er et resultat af empiriske studier, mens andre hovedsagelig er opbygget om logiske ræsonnementer. Teorier er således ikke gætterier eller meninger. Teorier i naturvidenskaben understøttes af observationer, og forklarer lovmæssigheder.

## Ordets ophav
Ordet teori stammer fra græsk theoria (= overvejelse) fra theorein (= at vurdere, betragte) fra theoros (= tilskuer) og thea (= et syn), hvoraf også ordet "teater". 

## Videnskabelige teorier
En teori i videnskabelig forstand adskiller sig væsentligt fra brugen af "teori" i almindelig sprogbrug. Hvor der i almindeligt dagligsprog ofte er tale om et gæt eller en hypotese, er en videnskabelig teori logisk funderet. Normalt stilles som krav til en videnskabelig teori, at dens præmisser er fastlagt og beskrevet. En sådan teori en del af et veletableret paradigme, der forklarer de fleste eller alle observationer. Tillige skal teorien kunne give en række forudsigelser, der kan efterprøves. At de kaldes "forudsigelser", skal forstås ret. Et andet udtryk for det samme er "konsekvenser af teorien", dvs. noget, som er en følge af teorien og som er observerbart, hvis teorien er holdbar. En videnskabelig teori er kun brugbar, så længe den endnu ikke er blevet modsagt af observationer af virkeligheden. Hvis eller når det sker, vil teorien så blive omformuleret, så den bedre passer med de nye observationer.
En naturvidenskabelig teori er en velunderbygget forklaring af visse dele af den naturlige verden, som er baseret på en række fakta, der gentagne gange er blevet bekræftet gennem observation og eksperiment.

### Krav til en videnskabelig teori
- Konsekvent (Ingen undtagelser indenfor det beskrevne emne)
- Parsimonisk (sparsom i sine antagelser, se Ockhams ragekniv)
- Nyttig (beskriver og forklarer de iagttagne fænomener, og kan anvendes på en forudsigende måde)
- Empirisk testbare og falsificerbare (potentielt beviselig eller modbeviselig ved eksperiment eller observation)
- Baseret på flere observationer (ofte i form af styret, gentagne forsøg)
- Korrigerbar og dynamisk (ændres på baggrund af observationer, der ikke understøtter den)
- Progressive (Forbedre tidligere teorier)
- Foreløbig eller foreløbig (åben for eksperimentel kontrol)

Jo flere krav en teori lever op til, jo bedre er den. Hvis den lever op til meget få eller ingen er den ikke videnskabelig.

## Udvikling af nye teorier
Der kan også af og til ske et paradigmeskift, hvor en mere eller mindre grundlæggende antagelse pludseligt betvivles. Dette vil almindeligvis resultere i, at teorier forkastes til fordel for en ny teori med bedre forklaringsevne. Dette skete for eksempel i 1960'erne, da kontinentaldriften blev alment accepteret, fordi man fik nye målinger af havbunden. Ny teknologi og forbedrede måleinstrumenter kan ofte give anledning til forbedringer af eksisterende. eller skabelsen af helt nye teorier i naturvidenskaberne, mens samfundsforandringer kan medføre nye teorier i samfundsvidenskaberne.